# Elaphoglossum insigne
Elaphoglossum insigne är en träjonväxtart som först beskrevs av Fée, och fick sitt nu gällande namn av Alexander Curt Brade. Elaphoglossum insigne ingår i släktet Elaphoglossum och familjen Dryopteridaceae. Inga underarter finns listade.